# Никитин, Владимир Степанович (политик)
Влади́мир Степа́нович Ники́тин (род. 5 апреля 1948) — российский политический деятель. Депутат Государственной Думы второго (1995—1999), третьего (1999—2003), четвёртого (2003—2007), пятого (2007—2011) и шестого созывов (2011—2015, досрочно сложил полномочия), член фракции КПРФ. Первый секретарь псковского областного комитета КПРФ в 1990—1991, 1995—2005, 2008—2012 годах. Председатель центральной контрольно-ревизионной комиссии КПРФ с 2000 по 2013 г., член Президиума Центрального комитета КПРФ с 2013 по 2017 гг.

## Биография
Родился 5 апреля 1948 года в г. Опочка (ныне — Псковской области). В 1971 году окончил Ленинградский институт инженеров железнодорожного транспорта по специальности «инженер-строитель». Служил в советской армии, был командиром взвода отдельного мостового батальона железнодорожных войск.
В 1973—1974 годах — старший инженер-конструктор института «Псковгражданпроект» в г. Великие Луки Псковской области. В 1974—1977 годах — заведующий орготделом, первый секретарь Великолукского горкома ВЛКСМ Псковской области. В 1977—1983 годах — заведующий отделом строительства и городского хозяйства, второй секретарь Великолукского горкома КПСС. С 1983 года — заведующий отделом строительства Псковского обкома КПСС. В сентябре 1986 года был избран первым секретарём Псковского горкома КПСС.
В марте 1990 года баллотировался в народные депутаты РСФСР по Псковскому городскому территориальному округу, избран не был. В 1990 году избран депутатом и председателем Псковского горсовета. 26 октября 1990 года избран первым секретарём Псковского обкома КПСС.
В 1991 году окончил Академию общественных наук при ЦК КПСС. Кандидат экономических наук.
В 1992—1996 годах — директор строительно-коммерческой фирмы «Псковское возрождение», председатель правления псковского отделения Российского фонда помощи беженцам «Соотечественники».
В 1995 году вошёл в состав ЦК КПРФ. Первый секретарь Псковского обкома КПРФ. В 1995 году избран депутатом Государственной Думы второго созыва по списку КПРФ (Невско-Балтийская региональная группа, № 3). Работал в комитете по делам СНГ и связям с соотечественниками. Был председателем псковского областного отделения «Народно-патриотического союза России», членом координационного совета. В апреле 1997 года вновь избран членом ЦК КПРФ.
В 1999 году избран депутатом Государственной Думы третьего созыва. Стал членом комитета по делам СНГ и связям с соотечественниками, председателем подкомитета по делам беженцев и вынужденных переселенцев.
В 2003 году избран депутатом Государственной Думы четвёртого созыва. Был заместителем комитета по делам СНГ и связям с соотечественниками. Был членом делегации Госдумы в постоянной парламентской конференции стран Балтийского моря, на последнем заседании он был избран вице-президентом конференции.
В 2005 году ушёл с поста первого секретаря Псковского областного комитета КПРФ.
В 2007 году избран депутатом Государственной Думы пятого созыва по избирательному списку КПРФ в Псковской области.
В 2008 году вновь избран первым секретарём Псковского областного комитета КПРФ.
С 3 декабря 2000 по 24 февраля 2013 года председатель Центральной контрольно-ревизионной комиссии КПРФ.
В 2011 году избран депутатом Государственной думы шестого созыва по избирательному списку КПРФ в Псковской области. Избран 1-м заместителем председателя комитета ГД по делам Содружества Независимых Государств и связям с соотечественниками.
7 апреля 2012 года вновь покинул должность первого секретаря Псковского обкома. На пленуме обкома мотивировал отставку загруженностью на посту первого зампреда думского комитета и подготовкой к съезду движения «Русский лад».
24 февраля 2013 года оставил должность председателя ЦКРК КПРФ и вошёл в состав Центрального комитета КПРФ, был избран членом Президиума ЦК КПРФ, эту должность занимал до XVII съезда КПРФ, 27 мая 2017 года. В 2012 на Би-Би-Си отмечалось, что по мнению многих он — второй человек в партии. Там же отмечалось его заявление, что отказываться от ассоциаций со Сталиным российские коммунисты не намерены.
21 апреля 2015 года досрочно сложил полномочия депутата госдумы. Вакантный мандат перешёл Игорю Ревину.
Владеет английским языком.

## Семья и увлечения
Женат. Жена — Валентина Николаевна Никитина.
Увлекается сбором грибов, рыбной ловлей, бегом, плаванием и пением под гитару.

## Критика «неотроцкизма»
Никитин считается автором понятия «неотроцкизм», как обобщённого названия совокупности идейных течений в КПРФ, направленных, по мнению ряда членов руководства КПРФ против поднятия «русского вопроса» в партии, в том числе против теории так называемого «русского социализма». Этот термин в данном значении возник в 2007 году в постановлении Пленума ЦКРК КПРФ «Об опасности неотроцкистских проявлений в КПРФ».
В постановлении Пленума ЦКРК КПРФ «Об опасности неотроцкистских проявлений в КПРФ» говорится о том, что неотроцкизм есть продолжение троцкизма, и в доказательство этого приводится работа И. В. Сталина «Троцкизм и ленинизм». В числе признаков неотроцкизма Пленум ЦКРК КПРФ указал следующие:

- отсутствие настоящей партийности и нежелание связывать себя нормами Программы и Устава партии;
- склонность к левой революционной фразе при упорном стремлении к союзу с крайне правыми силами;
- игнорирование коренных интересов и прав русского народа;
- стремление породить недоверие к руководителям партии и избавиться от стойких коммунистов.

## Критика
Представитель партии Российская коммунистическая рабочая партия — Российская партия коммунистов С. Бобров в статье «Трансформация идеологии КПРФ», охарактеризовал взгляды Никитина следующим образом:
Не стоило бы так долго цитировать этот откровенно антикоммунистический, цивилизационистский бред, если бы его не изрекал один из виднейших руководителей партии, председатель ЦКРК КПРФ и если бы его не публиковали официальные партийные СМИ. Из приведённых цитат видно, что Никитин по существу предлагает выкинуть весь марксизм с его классовой борьбой на помойку, заменив классовую борьбу борьбой цивилизаций.
<…>
Безусловно, В. С. Никитин — наиболее яркий ниспровергатель научного коммунизма в целом и марксизма в частности из руководства КПРФ
По утверждению Русской службы Би-би-си весной 2012 года, председатель ЦКК КПРФ Владимир Никитин — «по мнению многих, второй человек в партии». Сам он в интервью им заявил, что отказываться от ассоциаций со Сталиным российские коммунисты не намерены, однако ценят его не за репрессии, а как национально ориентированного государственника.